# Тамарі Міяшіро
Тамарі Міяшіро (англ. Tamari Miyashiro, 8 липня 1987) — американська волейболістка і тренер. Віцечемпіонка Олімпійських ігор. Переможниця Всесвітнього гран-прі і фіналістка Кубка світу. Виступала на позиції ліберо.

## Клуби
| Роки      | Клуби                      |
| --------- | -------------------------- |
| 2010—2011 | «Пост» (Швехат)            |
| 2011—2012 | БКС (Більсько-Біла)        |
| 2012—2013 | «Локомотив» (Баку)         |
| 2013—2014 | «Роте Рабен» (Фільсбібург) |
| 2014—2016 | «Альянц МТВ Штутгарт»      |

## Виступи на Олімпіадах
| Олімпіада   | Дисципліна | Місце |
| ----------- | ---------- | ----- |
| Лондон 2012 | волейбол   | 2     |